# Conclave dell'ottobre-dicembre 1590
Il conclave dell'ottobre-dicembre 1590 fu convocato a seguito della morte di  papa Urbano VII, avvenuta a Roma il 27 settembre 1590.
Si svolse nel Palazzo Apostolico dall'8 ottobre al 5 dicembre 1590; venne eletto papa il cardinale Niccolò Sfondrati, che assunse il nome di Gregorio XIV.

## Situazione generale
Rispetto al conclave precedente, il Collegio cardinalizio si era ridotto di due soli membri: il papa Urbano VII e il cardinale Federico Corner, morto il 4 ottobre. Come accaduto nell'elezione papale del mese precedente, i cardinali erano divisi in tre grandi fazioni:
- Filo-spagnola: sostenitori della Spagna. Il nucleo della fazione era formato dai cardinali Madruzzo (capofazione), Deza, Mendoza, Tagliavia d'Aragona, Spinola, Marco Antonio Colonna, Ascanio Colonna, Gallio, Pellevé, Santori, Rusticucci, Sfondrati, Paleotti, Simoncelli, Facchinetti, Carafa, Allen, Cusani, Giovanni Vincenzo Gonzaga, Scipione Gonzaga, Andreas von Österreich e Caetani;
- «Sistina»: nominati da Sisto V e guidati dal pronipote Alessandro Peretti de Montalto. I membri di questo gruppo erano i cardinali Castrucci, Pinelli, Aldobrandini, della Rovere, Bernerio, Galli, Sarnano, Rossi, Sauli, Pallotta, Morosini, Pierbenedetti, Petrocchini, Matei, Giustiniani, Borromeo, del Monte e Pepoli;
- «Gregoriana»: nominati da Gregorio XIII: Sforza, Medici, Canani, Salviati, Valeri, Lauro, Lancelotti. Il cardinale Sforza, capo di questa corrente, era imparentato per via matrimoniale con Gregorio XIII.

Vi erano due piccoli gruppi che praticavano apertamente il nepotismo. Uno era legato a Pio IV (Sitticus von Hohenems, Serbelloni, Gesualdo i Avalos d'Aragona) e l'altro a Pio V (Bonelli, Albani). A causa delle piccole dimensioni dei gruppi, essi non svolsero un ruolo importante e la maggior parte dei candidati di questi porporati entrò a far parte della fazione spagnola.
I cardinali che furono considerati papabili furono Serbelloni, Marco Antonio Colonna, Gallio, Paleotto, Madruzzo, Santori, Facchinetti, Sfondrati, Valier, Lauro, della Rovere. Nell'ambito di questo conclave fu forgiata la Profezia dei Papi di Malachia, probabilmente per sostenere la candidatura al papato del cardinale Girolamo Simoncelli.
Il 6 ottobre, ancor prima dell'inizio del conclave, l'ambasciatore spagnolo Olivares consegnò ai cardinali le raccomandazioni ufficiali del re Filippo II. Esse contenevano due liste di nomi: la prima conteneva i nomi di sette cardinali appoggiati dal sovrano (Madruzzo, Santori, Facchinetti, Sfondrati, Paleotti, Gallio e Marco Antonio Colonna), con la precisa indicazione che il nuovo Pontefice doveva essere scelto tra questi sette; la seconda lista conteneva i nomi di 30 cardinali, sui quali Filippo II pose un chiaro veto.
Poiché Filippo II desiderava assicurarsi il trono di Francia acquisendo potere sulla Santa Sede, ai sudditi dell'Impero spagnolo fu categoricamente vietato di votare contro le sue raccomandazioni. Sebbene in passato i monarchi secolari avessero più volte e in modi diversi cercato di influenzare l'elezione dei papi, un'intromissione così esplicita non aveva precedenti: fu l'inizio di quello che nel XVII secolo fu considerato lo Ius exclusivae.

## Svolgimento
Il conclave iniziò l'8 ottobre, con 52 cardinali. Pochi giorni dopo si unì il Camerlengo Caetani, di ritorno dalla Francia, e il 13 ottobre arrivò il cardinale Andreas von Österreich. Il cardinale Montalto propose la nomina di Ippolito Aldobrandini, ma il cardinale Madruzzo, che era il leader della fazione spagnola, seguendo la volontà di Filippo II silurò di fatto questa candidatura. L'elezione del cardinale Vincenzo Laureo, proposta da Montalto e Sforza, subì la stessa sorte.
Il 12 ottobre, a Roma si diffuse la voce che Marco Antonio Colonna fosse stato eletto nuovo Papa. In effetti il suo nome era stato ufficialmente proposto, ma al momento dello scrutinio non ottenne la maggioranza dei voti a causa dell'opposizione della fazione gregoriana e del mancato appoggio compatto dei filo-spagnoli: sebbene Colonna fosse una delle scelte di Filippo II, ufficiosamente si sapeva che né lui né Gallio fossero popolari a Madrid e la loro elezione era improbabile.
Il 15 ottobre, la fazione spagnola prese l'iniziativa e propose come nuovo pontefice il suo leader Madruzzo. La candidatura incontrò la forte opposizione dei cardinali Sforza e d'Avalos d'Aragona, nonché dei porporati veneziani. Le obiezioni contro Madruzzo riguardavano i suoi stretti legami con il re di Spagna, il suo cattivo stato di salute (era affetto da gotta) e persino la sua origine familiare (sua madre era tedesca).
Dopo la bocciatura di Madruzzo, il cardinale Montalto - che col passare del tempo emerse sempre più come il principale oppositore della fazione spagnola - propose ai filo-iberici cinque nomi - Aldobrandini, Lauro, Valiero, Salviati e Medici - e chiese loro di sceglierne uno; poiché il re Filippo li aveva rifiutati tutti e cinque, nessuno di loro venne scelto. A causa del protrarsi della sede vacante, nelle strade regnava sempre più il caos. Durante il mese di novembre, i disaccordi tra i cardinali aumentarono invece di diminuire.
Alla fine di novembre, la maggioranza dei cardinali giunse gradualmente alla conclusione che, per quanto scandalosa fosse l'ingerenza di Filippo II, senza l'appoggio dei suoi seguaci non c'era alcuna possibilità di eleggere un Papa, quindi sarebbe stato meglio scegliere qualcuno della sua lista. Il 4 dicembre, quindi, sostenuto dalla fazione di Madrid, il cardinale Paleotti ricevette 33 voti, solo tre meno del necessario per vincere. Montalto non gradiva Paleotti, così insieme a Sforza giunse alla conclusione che, per evitare la sua elezione, dovevano sostenere Sfondrati o Facchinetti; alla fine, decisero di eleggere Sfondrati.
La mattina del 5 dicembre 1590, dopo quasi due mesi di conclave, fu eletto papa il cinquantacinquenne cardinale Niccolò Sfondrati, vescovo di Cremona, che scelse il nome di Gregorio XIV. La sua incoronazione ebbe luogo l'8 dicembre 1590.

### Cardinali presenti
| Nome                                           | Paese                                | Titolo | Ruolo | Nascita    | Concistoro |
| ---------------------------------------------- | ------------------------------------ | --- | --- | ---------- | ---------- |
| Giovanni Antonio Serbelloni                    | Ducato di Milano                     | Cardinale vescovo di Ostia e Velletri                                                                               | Decano del Collegio Cardinalizio; Governatore di Velletri                                                                           | 1519       | 31/01/1560 |
| Alfonso Gesualdo                               | Regno di Napoli                      | Cardinale vescovo di Porto e Santa Rufina                                                                           | Sottodecano del Collegio Cardinalizio; Prefetto della Congregazione dei Riti; Legato apostolico della Marca Anconitana              | 20/10/1540 | 26/02/1561 |
| Alessandro Damasceni Peretti                   | Stato Pontificio                     | Cardinale presbitero di San Lorenzo in Damaso                                                                       | Vice-Cancelliere di Santa Romana Chiesa; Legato apostolico di Bologna                                                               | 1571       | 13/05/1585 |
| Girolamo Bernerio, O.P.                        | Ducato di Ferrara                    | Cardinale presbitero di Santa Maria sopra Minerva                                                                   | Vescovo di Ascoli Piceno | 14/11/1540 | 16/11/1586 |
| Markus Sittich von Hohenems                    | Sacro Romano Impero                  | Cardinale presbitero di Santa Maria in Trastevere                                                                   | Principe-Vescovo di Costanza; Arciprete della Basilica di San Giovanni in Laterano                                                  | 19/08/1533 | 26/02/1561 |
| Domenico Pinelli                               | Repubblica di Genova                 | Cardinale presbitero di San Lorenzo in Panisperna                                                                   | Arciprete della Basilica Liberiana di Santa Maria Maggiore; Prefetto della Congregazione della Sacra Consulta                       | 21/10/1541 | 18/12/1585 |
| Antonio Maria Gallo                            | Stato Pontificio                     | Cardinale presbitero di Sant'Agnese in Agone                                                                        | Vescovo di PerugiaLegato apostolico di Romagna; Protettore del Santuario della Santa Casa di Loreto                                 | 18/10/1553 | 16/11/1586 |
| Ludovico Madruzzo                              | Principato vescovile di Trento       | Cardinale presbitero di Sant'Anastasia                                                                              | Principe-Vescovo di Trento; Abate commendatario di Saint-Pierre-et-Saint-Paul de Luxeuil                                            | 1532       | 26/02/1561 |
| Innico d'Avalos d'Aragona                      | Regno di Napoli                      | Cardinale vescovo di Frascati                                                                                       | Governatore di Benevento | 1536       | 26/02/1561 |
| Girolamo della Rovere                          | Ducato di Savoia                     | Cardinale presbitero di San Pietro in Vincoli                                                                       | Arcivescovo metropolita di Torino                                                                                                   | 28/10/1530 | 16/11/1586 |
| Marcantonio Colonna                            | Stato Pontificio                     | Cardinale vescovo di Palestrina                                                                                     | Governatore di Campagna e Marittima; Prefetto della Congregazione dell'Indice dei Libri Proibiti                                    | 1523       | 12/03/1565 |
| Tolomeo Gallio                                 | Ducato di Milano                     | Cardinale vescovo di Sabina                                                                                         | Arcivescovo emerito di Manfredonia                                                                                                  | 25/09/1527 | 12/03/1565 |
| Costanzo Torri                                 | Stato Pontificio                     | Cardinale presbitero dei San Pietro in Montorio                                                                     | Vescovo emerito di Vercelli | 04/10/1531 | 16/11/1586 |
| Niccolò Sfondrati                              | Ducato di Milano                     | Cardinale presbitero di Santa Cecilia                                                                               | Vescovo di Cremona; eletto papa | 11/02/1535 | 12/12/1583 |
| Gabriele Paleotti                              | Stato Pontificio                     | Cardinale vescovo di Albano                                                                                         | Arcivescovo metropolita di Bologna                                                                                                  | 04/10/1522 | 12/03/1565 |
| Girolamo Simoncelli                            | Stato Pontificio                     | Cardinale presbitero di Santa Prisca                                                                                | Amministratore apostolico di Orvieto                                                                                                | 1522       | 22/12/1553 |
| Michele Bonelli, O.P.                          | Ducato di Savoia                     | Cardinale presbitero di San Lorenzo in Lucina                                                                       | Duca di Salci; Cardinale protopresbitero                                                                                            | 25/11/1541 | 06/03/1566 |
| Girolamo Mattei                                | Stato Pontificio                     | Cardinale diacono e presbitero di Sant'Eustachio                                                                    | Abate commendatario di Nonantola | 08/02/1547 | 16/11/1586 |
| Giulio Antonio Santori                         | Regno di Napoli                      | Cardinale presbitero di San Bartolomeo all'isola                                                                    | Grande inquisitore della Congregazione della romana e universale inquisizione                                                       | 06/06/1532 | 17/05/1570 |
| Giovanni Battista Castrucci                    | Repubblica di Lucca                  | Cardinale presbitero di Santa Maria in Ara Coeli                                                                    | Arcivescovo metropolita di Chieti                                                                                                   | 1541       | 18/12/1585 |
| Ippolito Aldobrandini                          | Stato Pontificio                     | Cardinale presbitero di San Pancrazio fuori le mura, eletto papa con il nome di Clemente VIII nel conclave del 1592 | Datario di Sua Santità; Penitenziere Maggiore                                                                                       | 24/02/1536 | 18/12/1585 |
| Juan Hurtado de Mendoza                        | Regno di Spagna                      | Cardinale presbitero di Santa Maria in Traspontina                                                                  | Diacono di Talavera de la Reina | 1548       | 18/12/1587 |
| Girolamo Rusticucci                            | Stato Pontificio                     | Cardinale presbitero di Santa Susanna                                                                               | Vicario generale di Sua Santità; Camerlengo del Collegio Cardinalizio                                                               | 15/01/1537 | 17/05/1570 |
| Nicolas de Pellevé                             | Regno di Francia                     | Cardinale presbitero di Santa Prassede                                                                              | Arcivescovo metropolita di Sens; Prefetto della Congregazione dei Vescovi e Regolari; Abate commendatario di Notre-Dame de Breteuil | 18/10/1515 | 17/05/1570 |
| Benedetto Giustiniani                          | Repubblica di Genova (Isola di Chio) | Cardinale diacono di Santa Maria in Cosmedin                                                                        | Tesoriere generale emerito della Camera Apostolica                                                                                  | 05/06/1554 | 16/11/1586 |
| Ascanio Colonna                                | Stato Pontificio                     | Cardinale diacono di San Nicola in Carcere                                                                          | | 27/04/1560 | 16/11/1586 |
| William Allen                                  | Regno d'Inghilterra                  | Cardinale presbitero dei Santi Silvestro e Martino ai Monti                                                         | Arcivescovo eletto di Malines | 1532       | 07/08/1587 |
| Scipione Gonzaga                               | Ducato di Mantova                    | Cardinale presbitero di Santa Maria del Popolo                                                                      | Patriarca titolare emerito di Gerusalemme                                                                                           | 11/11/1542 | 18/12/1587 |
| Pedro de Deza Manuel                           | Regno di Spagna                      | Cardinale presbitero di San Girolamo dei Croati                                                                     | Vicario generale emerito di Santiago di Compostela                                                                                  | 26/03/1520 | 21/02/1578 |
| Antonio Carafa                                 | Regno di Napoli                      | Cardinale presbitero dei Santi Giovanni e Paolo                                                                     | Bibliotecario di Santa Romana Chiesa; Prefetto della Congregazione del Concilio                                                     | 25/03/1538 | 24/03/1568 |
| Giovanni Gerolamo Albani                       | Repubblica di Venezia                | Cardinale presbitero di San Giovanni a Porta Latina                                                                 | membro della congregazione per la repressione del banditismo                                                                        | 03/01/1509 | 17/05/1570 |
| Simeone Tagliavia d'Aragona                    | Regno di Sicilia                     | Cardinale diacono di Santa Maria degli Angeli, titolo pro hac vice                                                  | Vice-protettore di Spagna | 20/05/1550 | 12/12/1583 |
| Gianfrancesco Morosini                         | Repubblica di Venezia                | Cardinale presbitero di Santa Maria in Via                                                                          | Vescovo di Brescia | 30/09/1537 | 15/07/1587 |
| Federico Borromeo                              | Ducato di Milano                     | Cardinale diacono di Sant'Agata alla Suburra                                                                        | futuro Arcivescovo metropolita di Milano                                                                                            | 18/08/1564 | 18/12/1587 |
| Agostino Cusani                                | Ducato di Milano                     | Cardinale diacono di Sant'Adriano al Foro                                                                           | | 1542       | 14/12/1588 |
| Alessandro di Ottaviano de' Medici di Ottajano | Granducato di Toscana                | Cardinale presbitero dei Santi Quirico e Giulitta, eletto papa con il nome di Leone XI nel conclave di marzo 1605   | Arcivescovo metropolita di Firenze; Prevosto di Santo Stefano di Prato                                                              | 02/06/1535 | 12/12/1583 |
| Giulio Canani                                  | Ducato di Ferrara                    | Cardinale presbitero di Sant'Eusebio                                                                                | Vescovo di Adria | 1524       | 12/12/1583 |
| Agostino Valier                                | Repubblica di Venezia                | Cardinale presbitero di San Marco                                                                                   | Vescovo di Verona | 07/04/1531 | 12/12/1583 |
| Gian Vincenzo Gonzaga                          | Regno di Napoli                      | Cardinale presbitero dei Santi Bonifacio e Alessio                                                                  | cavaliere dell'Ordine di Malta | 08/12/1540 | 21/02/1578 |
| Giovanni Evangelista Pallotta                  | Stato Pontificio                     | Cardinale presbitero di San Crisogono                                                                               | Arcivescovo metropolita di CosenzaArciprete della Basilica di San Pietro in Vaticano, Presidente della Fabbrica di San Pietro       | 06/02/1548 | 18/12/1587 |
| Vincenzo Laureo                                | Regno di Napoli                      | Cardinale presbitero di San Clemente                                                                                | Nunzio apostolico emerito nel Ducato di Savoia                                                                                      | 23/03/1523 | 12/12/1583 |
| Guido Pepoli                                   | Stato Pontificio                     | Cardinale diacono dei Santi Cosma e Damiano                                                                         | Tesoriere generale della Camera Apostolica                                                                                          | 05/05/1560 | 20/12/1589 |
| Gregorio Petrocchini                           | Stato Pontificio                     | Cardinale presbitero di Sant'Agostino                                                                               | Priore generale dell'Ordine di Sant'Agostino                                                                                        | 20/02/1536 | 20/12/1589 |
| Anton Maria Salviati                           | Stato Pontificio                     | Cardinale presbitero di Santa Maria della Pace                                                                      | Nunzio apostolico emerito in Francia                                                                                                | 21/01/1537 | 12/12/1583 |
| Filippo Spinola                                | Repubblica di Genova                 | Cardinale presbitero di Santa Sabina                                                                                | Legato apostolico di Perugia e dell'Umbria                                                                                          | 01/12/1535 | 12/12/1583 |
| Mariano Pierbenedetti                          | Stato Pontificio                     | Cardinale presbitero dei Santi Marcellino e Pietro                                                                  | Vescovo di Martirano | 1538       | 20/12/1589 |
| Ippolito de' Rossi                             | Ducato di Parma e Piacenza           | Cardinale presbitero di San Biagio dell'Anello                                                                      | Vescovo di Pavia | 31/10/1531 | 18/12/1585 |
| Giovanni Antonio Facchinetti de Nuce           | Stato Pontificio                     | Cardinale presbitero dei Santi Quattro Coronati                                                                     | Patriarca titolare emerito di Gerusalemme; eletto papa con il nome di Innocenzo IX nel conclave del 1591                            | 20/07/1519 | 12/12/1583 |
| Antonio Maria Sauli                            | Repubblica di Genova                 | Cardinale presbitero dei Santi Vitale, Valeria, Gervasio e Protasio                                                 | Arcivescovo metropolita di Genova                                                                                                   | 1541       | 18/12/1587 |
| Scipione Lancellotti                           | Stato Pontificio                     | Cardinale presbitero di San Salvatore in Lauro                                                                      | Segretario dei Brevi Apostolici | 01/12/1527 | 12/12/1583 |
| Francesco Sforza                               | Ducato di Parma e Piacenza           | Cardinale diacono di Santa Maria in Via Lata                                                                        | | 06/11/1562 | 12/12/1583 |
| Francesco Maria Bourbon del Monte Santa Maria  | Repubblica di Venezia                | Cardinale diacono di Santa Maria in Domnica                                                                         | | 05/07/1549 | 14/12/1588 |

### Cardinali assenti
- Carlo II di Borbone-Vendôme, arcivescovo di Rouen
- Andrea d'Austria, vescovo di Costanza
- Alberto d'Austria
- Gaspar de Quiroga y Vela, arcivescovo di Toledo
- Rodrigo de Castro Osorio, arcivescovo di Siviglia
- François de Joyeuse, arcivescovo di Tolosa
- Jerzy Radziwiłł, vescovo di Vilnius
- Andrea Báthory, arcivescovo di Varmia
- Enrico Caetani, cardinal camerlengo
- Pierre de Gondi, arcivescovo di Parigi e primate di Francia
- Hugues Loubenx de Verdalle, O.S.Io.Hieros
- Carlo III di Lorena-Vaudemont, vescovo di Metz

### Presenza incerta
- Philippe de Lénoncourt[14]